# Liometopum antiquum
Liometopum antiquum é uma espécie de formiga do gênero Liometopum.